# 駿州片倉茶園ノ不二
「駿州片倉茶園ノ不二」（すんしゅうかたくらちゃえんのふじ）は、葛飾北斎の名所浮世絵揃物『冨嶽三十六景』全46図中の1図。落款は「前北斎為一筆」とある。

## 概要
本作品の題名となっている駿州とは駿河国を指すが、「片倉」という地名がどこを指すかについては長年不明な状態となっていたが、かつて静岡県富士市中野近辺に実在していたことが判明したのは現代に入ってからとなる。江戸時代においても駿河国は京都の宇治市と並んで茶の産地として知られており、そこでの作業風景と富士山の景観を収めた作品となっている。
しかしながら、片倉という地域に絵にあるような茶畑が広がっていたかどうかは定かでは無く、近隣の旧大渕村に存在した大渕笹場が作品の元となった場所ではないかと推考されているが、実際に北斎が目にしたものではなく、想像あるいは伝聞による作品であるとの指摘もある。これは、作品では茶畑に集まって茶摘みを行う女性たちや力仕事に精を出す男性たちの様子が描かれているが、茶畑が枯れた色をしていることや稲刈り後の積み藁の様子から晩秋を描いたものと見られ、北斎が本来春から夏にかけて行う茶摘みの時期を誤認している証左であり、実際の作業風景を目にしていなかったためと言われる論拠となっている。一方で、富士山の残雪の様子から初春を時期を描いたものであり、緑の茶畑を目にしていたが、周囲の森の色と同化させないようあえて黄色に改変したのではないかという考察もある。
描かれている二頭の馬の腹掛けには、版元である西村屋与八の印がデザインされている。浮世絵版画の世界において版元間の競争が熾烈化していった影響で、こうした細やかな宣伝が施されていたのではないかと言われている。